# Дуано, Робер
Робе́р Дуано́ (фр. Robert Doisneau, 14 апреля 1912 — 1 апреля 1994) — французский фотограф, мастер гуманистической французской фотографии. За свою долгую жизнь Робер Дуано не стремился вписаться ни в один из стилей, не создал никакой творческой школы. Дуано сближался с сюрреалистами, авангардистами, пробовал себя даже в пикториализме. Наиболее известен его кадр «Поцелуй у Отель-де-Виль» (Le baiser de l’hôtel de ville), где изображена пара, целующаяся на фоне парижской ратуши. В 1984 году получил звание рыцаря Ордена Почётного легиона.

## Биография
Родился 14 апреля 1912 года в Жантийи, пригороде Парижа. В четырнадцать лет, окончив школу, поступил в художественно-ремесленное училище, где сделал самые первые шаги в изобразительном искусстве. В столь юном возрасте фотограф был очень замкнут, так что персонажами его первых фотографий в 16-летнем возрасте были простые булыжники.
В 1929 году Дуано заинтересовался фотографией, а с 1934-го занялся ею профессионально, работая для «Рено» до увольнения в 1939 году.
С этого момента он решил стать независимым фотографом, но его призвали во французскую армию, где он прослужил один год. Затем, до конца Второй мировой войны, он сотрудничал с движением Сопротивления. Одновременно, чтобы зарабатывать хоть немного денег, он занимался изготовлением почтовых открыток.
В 1949 году Дуано подписал контракт с журналом Vogue, а в 1952 году начал карьеру независимого фотографа.
Во второй половине XX века, наряду с Эдуаром Буба и Вилли Рони, стал ведущим мастером французской гуманистической фотографии.
Всю свою жизнь фотограф провел в Жантийи (Gentilly, Val-de-Marne), в южной части Парижа. Робер Дуано умер в Париже, 1 апреля 1994 года и был похоронен в Рэзё (Raizeux) рядом со своей женой.

## Карьера фотографа
Дуано прославился благодаря своей особенной манере изображать жизнь любимого города — скромной, при этом игривой и ироничной, выхватывающей из ежедневной суеты забавные совпадения, контрастные неожиданности, а иногда и эксцентричные выходки. На его творчество, вероятно, повлияли мастера своего времени Андре Кертес , Эжен Атже и Анри Картье-Брессон. Более чем 20 сборников демонстрируют нам работы, изображающие непосредственность реальной жизни, со всеми её странностями и огрехами.

О, эти сокровища каждодневной жизни. Нет такого режиссёра, который мог бы устроить сценки, равные тем, что подбрасывает нам улица.
Важное место в работах фотографа занимает уличная культура детства. Раз за разом он возвращается к теме детей, играющих на улицах, вдали от неусыпного контроля взрослых. Уважение и серьёзность сквозят в этих кадрах; не зря несколько начальных школ были впоследствии названы именем фотографа.

## Поцелуй у Отель-де-Виль
В 1950 году была создана самая знаменитая работа фотографа, запечатлевшая целующуюся парочку на фоне суеты городских улиц, ставшая одним из символов Парижа. Имена попавших в кадр людей были неизвестны до 1992 года.
Жан и Дениз Лавернье были уверены, что это были именно они. В 80-х годах они устроили встречу с фотографом и его помощником Аннет, на которой им так и не подтвердили их мнение, дабы не разбивать мечту влюблённых. Однако на этом они не успокоились и подали на фотографа в суд за использование их изображения, авторское право на которое, по французским законам, принадлежит изображённым.
На суде Дуано ничего не оставалось, как признаться, кто именно был в кадре: Франсуаза Дельбарт и Жак Карто, пара, которую он заметил целующейся на улице, но не стал фотографировать из этических соображений, а позже предложил повторить поцелуй для съёмки. Суд был выигран.

Я бы никогда не решился фотографировать людей вот так. Снимки любовников, целующихся на улице, редко когда могут оставаться в рамках закона.— Робер Дуано, 1992
В момент съёмки Франсуазе было 20 лет, Жаку 23, и они были начинающими актёрами. В 2005 году Франсуаза вспоминала: «Он сказал, что мы выглядели очаровательно, и предложил поцеловаться ещё раз перед камерой. Мы были не против. Это был не первый наш поцелуй. Мы тогда целовались все время, это было очень приятно. Месье Дуано был очень мил, совершенно без высокомерия, очень прост». Они позировали ему на площади Согласия, улице Риволи и напротив Отель-де-Виль. Фотография была опубликована в выпуске журнала Life 12 июня 1950 года. Отношения между парочкой, впрочем, продлились всего 9 месяцев. Франсуаза продолжила актёрскую карьеру, а Жак стал виноделом. Тогда же, в 1950 году Франсуаза получила от фотографа оригинальный снимок с подписью и печатью в награду за участие. Благодаря этому факту позже, в 1990-х годах, Франсуазе не удалось отсудить у фотографа большую компенсацию. Однако в апреле 2005 года эта фотография принесла ей 155 тыс. евро на аукционе Artcurial Briest-Poulain-Le Fur, после чего досталась неназванному швейцарскому коллекционеру.

## Документальные фильмы
- 2016 — Робер Дуано. Битва за красоту / Robert Doisneau, le révolté du merveilleux (реж. Клемантин Дерудий)